# Йокович, Маро
Маро Йокович (хорв. Maro Joković, 1 октября 1987) — хорватский ватерполист, олимпийский чемпион.
Левша, играет в правом положении. Участвовал в Олимпийских играх 2008, 2012 и 2016 годов. Золотой призёр 2012 года, в 2016 году выиграл серебряную медаль. Был чемпионом мира в 2007 году и чемпионом Европы в 2010 году.
Занимался водным поло с семи лет в местном клубе недалеко от Дубровника. В возрасте 14 лет стал членом ватерпольной команды «Юг» (Дубровник), за который играет до сих пор (с перерывами на игры в других клубах). В настоящее время он изучает экономику в Университете Дубровника. Женат, имеет одну дочь.

## Выступления на Олимпиадах
| Олимпиада           | Дисциплина  | Место |
| ------------------- | ----------- | ----- |
| Пекин 2008          | водное поло | 6     |
| Лондон 2012         | водное поло | 1     |
| Рио-де-Жанейро 2016 | водное поло | 2     |

## Источник
- Досье на sport.references.com